# Medicinicum Lech
Le Medicinicum Lech est un congrès de santé qui se tient chaque année depuis 2014 à Lech am Arlberg dans le Vorarlberg ( Autriche ). Il s'agit du plus grand événement de santé publique de la région de Vorarlberg. 

## Concept
Le principe de l'évènement est d'inviter des chercheurs et d'autres professionnels de santé à donner des conférences dans une approche interdisciplinaire qui s'appuie sur le rapprochement des médecines occidentales, orientales et des médecines alternatives.
Le Dr. Markus M. Metka, l'un des deux scientifiques organisateur du Medicinicum explique que  « Penser est plus facile dans les montagnes » ce qui a donné l'impulsion du choix de Lech am Arlberg. Ce choix  correspondant aussi à la spécificité de l'approche holistique de l'évènement.  
En plus des conférences et des discussions, le Medicinicum est accompagné d'événements comme des cours de cuisine, des promenades basées sur la découverte des plantes et autres activités thématiques liées à la santé.   

## Thèmes
- 2014 : « Jung bleiben - alt werden » (Rester jeune - vieillir).
- 2015 : « Lass Nahrung deine Medizin sein » (Que la nourriture soit votre médicament).
- 2016 : « Stress - Fluch oder Segen? Gesund sein in hektischen Zeiten » (Stress - malédiction ou bénédiction ? Être en bonne santé dans des périodes mouvementées).
- 2017 : « Viele Wege führen zu Gesundheit - Rezepte aus Ost und West » (De nombreux itinéraires mènent à la santé. Recettes de l'Est et de l'Ouest)[4].
- 2018 : « Genuss - Sucht - Gesundheit » (Joie - Addiction - Santé) [5].
- 2019 : « Der gesunde Mensch in einer gesunden Umwelt - Ökologie als Schlüsselfrage für unsere Gesundheit und Zukunft » (L'homme sain dans un environnement sain - l'écologie comme question clé pour notre santé et notre avenir)[6],[7].
- 2020 : « Ewig Jung! Auf dem Weg zur Unsterblichkeit » (Éternellement jeune ! Sur le chemin de l'immortalité).